# シャット
シャット（イタリア語：sciatt）は、イタリア、ポンテ・イン・ヴァルテッリーナの料理である。
シャットという名称は、ヴァルテッリーナ方言でヒキガエルという意味で、チーズを小麦粉、蕎麦粉の衣で、炭酸水とグラッパを混ぜてフリッターにしたものである。クリスピーな衣の中に溶けたチーズが入っている球形の料理で、皿に敷いたチコリーの上に乗せて供される。